# کامساندو
کامساندو شهری در شهرستان کومبیسیری در استان بازگا در بورکینافاسوی مرکزی است و جمعیت آن ۱۰۱۴ نفر است.